# Jomo (kráter)

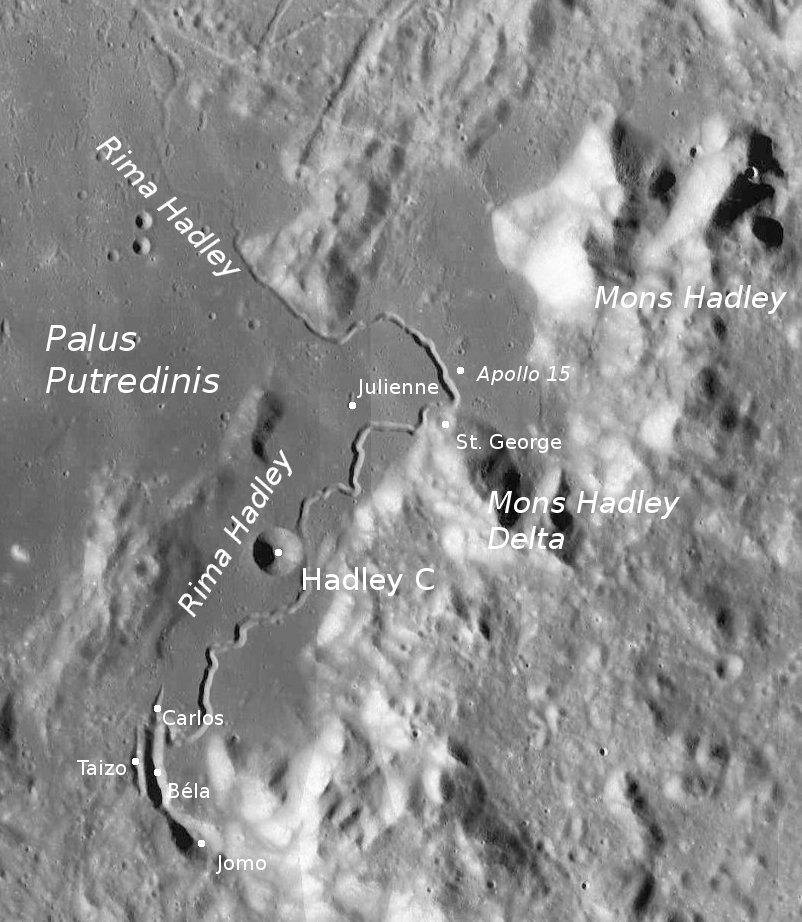
Poloha kráteru Jomo.

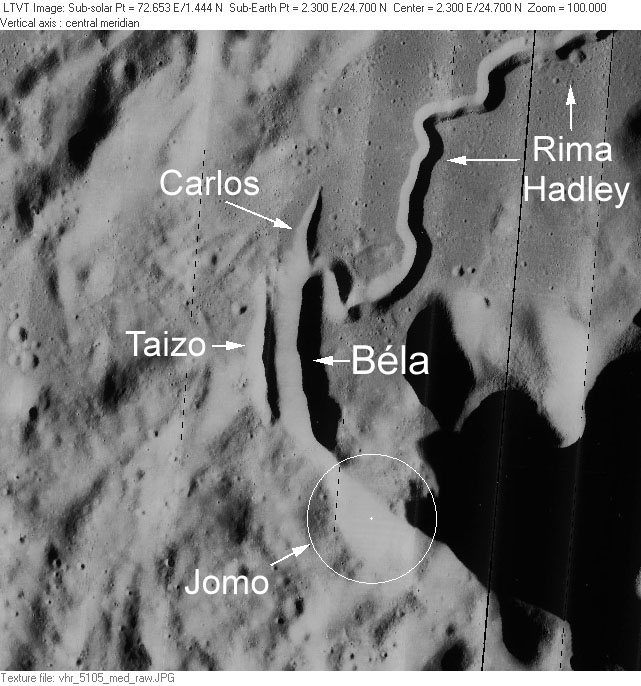
Poloha kráteru Jomo a dalších.

Jomo je elipsovitý lunární kráter nacházející se na přivrácené straně Měsíce na úpatí pohoří Montes Apeninnus (Apeniny). Má průměr 7,4 km, pojmenován byl v roce 1979 podle afrického mužského jména.
V těsné blízkosti leží další malé krátery Taizo, Béla a Carlos. U této čtveřice netypických kráterů (počítaje i Jomo) začíná měsíční brázda Rima Hadley, která se vine po úpatí k hoře Mons Hadley Delta a pak se u místa přistání americké vesmírné expedice Apollo 15 stáčí na severovýchod do bažiny Palus Putredinis (Bažina hniloby).